# Невена Маџаревић
Невена Маџаревић (Крагујевац, 6. август 1980) српска је новинарка и телевизијска водитељка и продуценткиња.

## Каријера
Након завршене Прве крагујевачке гимназије, дипломирала је филмску и ТВ продукцију на Факултету драмских уметности Универзитета у Београду.
Каријеру је започела на каналу Арт ТВ, где је од септембра 2000. до јуна 2003. године радила као водитељка и ауторка. Од 2004. до 2005. године је радила као продуценткиња на Асоцијацији независних електронских медија (АНЕМ), након чега је од децембра 2006. до марта 2008. године радила као промотивна менаџерка предузећа Комунис (Communis).
Постаје познатија јавности од марта 2008. године, када је започела посао водитељке вести и репортерке на каналу ТВ Б92, где је од септембра 2013. до децембра 2015. године радила као водитељка и уредница емисије Булевар.
Од јануара 2016. је радила на Првој телевизији као продуценткиња, уредница и водитељка различитих емисија у информативном и забавном програму: 150 минута, Вести, Прва тема,Јутро и Ван оквира. Емисија Ван оквира (2020) је доживела само две епизоде, након којих Маџаревић напушта ову кућу. За Прву је снимила и документарни филм Говорит Москва (2018), у којем је пратила председника Србије Александра Вучића у посети председнику Руске федерације Владимиру Путину, уз анализу руско-српских односа и причу о културној сарадњи две земље. У филму гостује глумац Милош Биковић, који успешно ради у руским продукцијама филмова и серија.
Од 2020. године ради као водитељка и продуценткиња на телевизији Нова, на којој од јуна 2020. године води јутарњи програм Пробуди се радним данима.
Похађала је Ројтерсов курс новинарства на Универзитету Оксфорд у трајању од пола године као стипендисткиња компаније Јунајтед медија. У марту 2025. је одбранила пројекат "Како прилагодити традиционално ТВ новинарство новим дигиталним форматима".